# Пісків
Піскі́в — село в Україні, в Рівненському районі Рівненської області. Населення становить 1053 осіб.

## Географія
Село розташоване на правому березі річки Замчисько. Пісків — село в Україні, в Рівненському районі Рівненської області. Орган місцевого самоврядування — Костопільська міська рада. Раніше було Центром сільради. До обласного центру — 45 км, до центру громади — 12 км.

## Історія
Перша згадка про село належить до 1577 р. Існують перекази, що землі населеного пункту належали пану Пісківському. У 1939 р. населений пункт був завойований радянським союзом.
У 1753 р. в селі побудована церква. Приміщення дерев'яне на кам'яному фундаменті, покрита бляхою. Церква Покрови Пресвятої Богородиці — давня святиня у селі Пісків належить до оригінальних зразків дерев'яного монументального зодчества Пригоринського регіону історичної Волині. Вона пережила роки лихоліття, залишаючись діючою церквою.
У 1906 році село Костопільської волості Рівненського повіту Волинської губернії. Відстань від повітового міста 48 верст, від волості 9. Дворів 97, мешканців 612.
У 1940 році колгосп носив назву «імені Молотова», з 1959 по 1993 — «40-річчя Жовтня», у 1993 році перейменовано в колективно-сільськогосподарське підприємство «Пісківське».
У1935-1936 рр. в селі була створена хата-читальня .У 1947 р. — створена бібліотека.1947 р.-бібліотекар Л. Г. Цимбалюк.1957 р.- Л. В . Шамбір.1958 р.- Н. М. Скороход.1986 р.-Заблоцька Л.Є . 1987 р.- Салаган М . М. 1998 р.-Дідух З. Є.

### Історія школи
Перша школа була заснована у70-хрр.XIX ст. німцями-колоністами. У 1921 р. в селі діяла польська школа, вчителював Ігнатій Пеховяк. У 1937—1939 рр. — вчителював Щєснєк. У 1939-41рр.-навчання було польською мовою, школа -початкова. В січні 1944 р. було відновлено навчання. Протягом 1950—1952 рр. було побудовано три кабінети та приміщення для книг сучасної школи. У 1973—1974 рр. добудовано ще 8 кабінетів. У 1975 р. було збудовано приміщення їдальні У 1976 р.-почали обладнувати шкільний стадіон. У 1987 р.-розпочато будівництво нової шкільної майстерні. Тут розміщена і бібліотека.

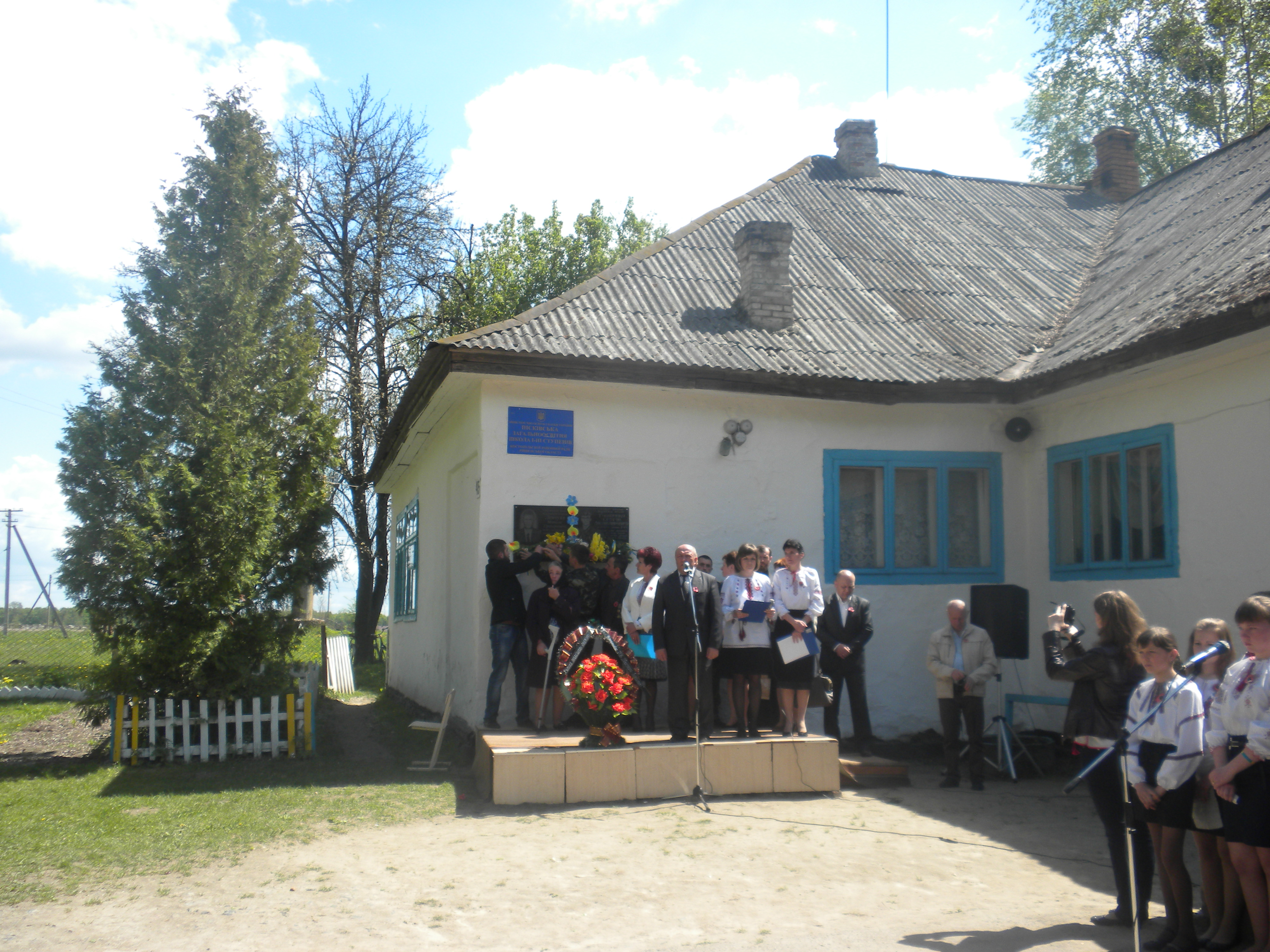
Пісківська ЗОШ I—III ступенів

У кінці 2014 року почалось будівництво нової школи

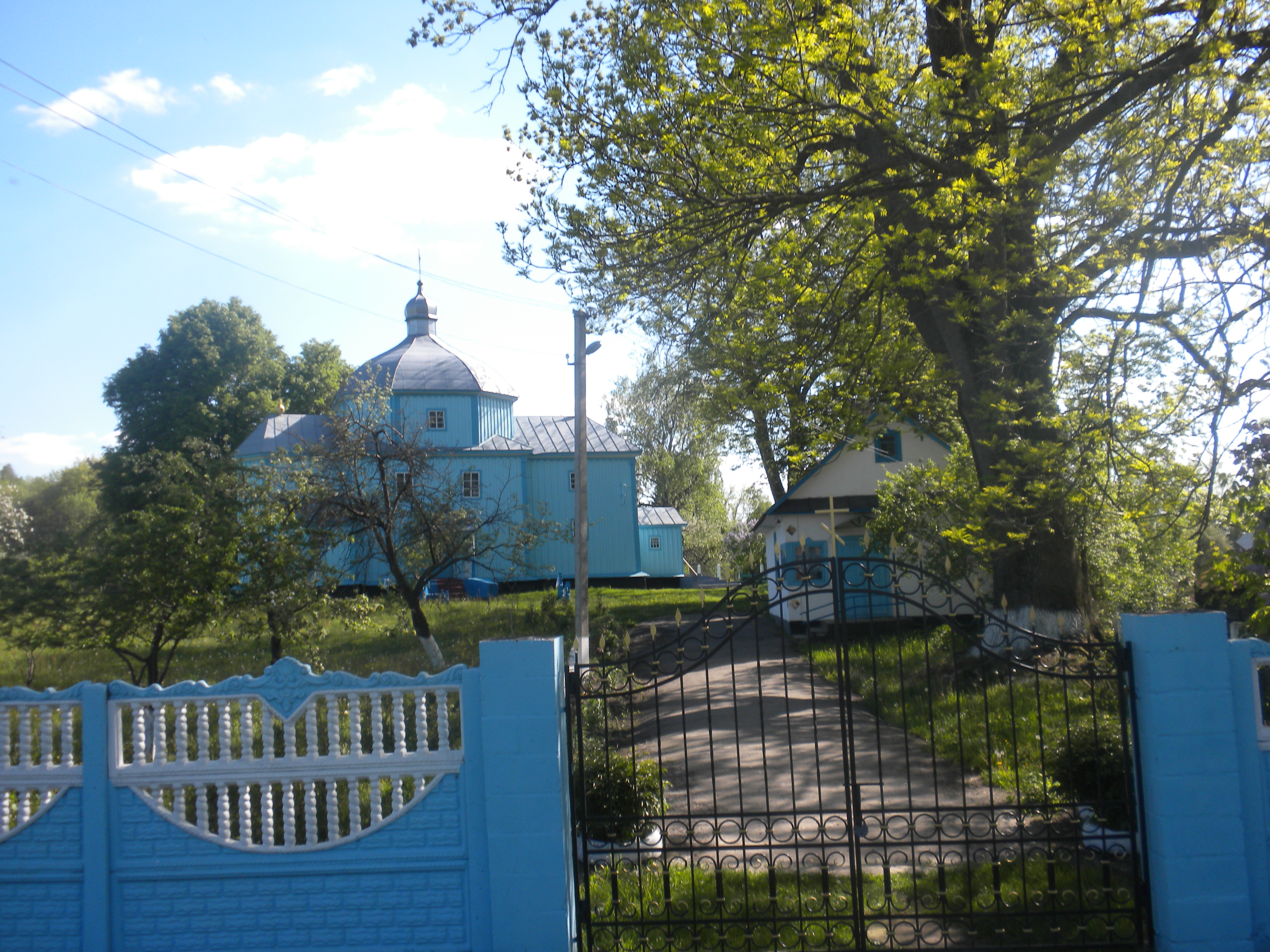
Церква

А в кінці 2017 року її відкрили

## Постаті

### Ветерани Радянсько-німецької війни
Андрущенко Михайло Петрович - народився 29 лютого 1924 року в селі Ново-Єгорівка Харківської області Двурігінського району.
Освіту мав вісім класів. Був призваний 28 серпня 1942 року в місті Сталінграді і воював на Воронежському фронті зв'язківцем про непохитну мужність і відвагу свідчать документи, які збережені онукою Вінярчук Наталією. В довідці, виданій червоноармійцю Андрущенко М. П. про те, що йому, як учаснику відмінних бойових дій в боях при прориві обороні німців на річці Нейсен і взяття міст Єссен, Кірххайн, Фолькенберг, Мольберг і вихід на річку Ельду Північно-Західного фронту, наказом Верховного головнокомандуючого Маршала Радянського Союзу т. Сталіна від 23.04.1945 р. за № 340 оголошена подяка.
Повернувшись із війни Михайло Петрович був зарахований бійцем міської пожежної команди в місті Костопіль у лютому 1948 році, а в листопаді цього ж року — призначений помічником командира міської пожежної команди. А з 1950 року — начальником караула міської пожежної команди. У 1984 році його звільняють у зв'язку з виходом на пенсію. Помер 26 травня 2006 року.

### Російсько-українська війна
Під Іловайськом загинув уродженець Піскова старший солдат Сергій Головчак.
Біля села Водяне загинув уродженець села, морський піхотинець Олексій Кондратюк (1995—2017).
В селі похований Роман Пиясюк (1975—2015) — сержант 1-ї танкової бригади.
У Пісківській ЗОШ відкрито меморіальну дошку випускнику Мацюку Олександру Володимировичу (1975—2016) — учаснику російсько-української війни

## Обеліск загиблим односельчанам
Для увічнення пам'яті про події Німецько-радянської війни та подвиги їх учасників, побудовано в селі обеліск загиблим односельчанам. 168 жителів воювали на фронтах Німецько-радянської війни. Також на території села є німецьке кладовище.

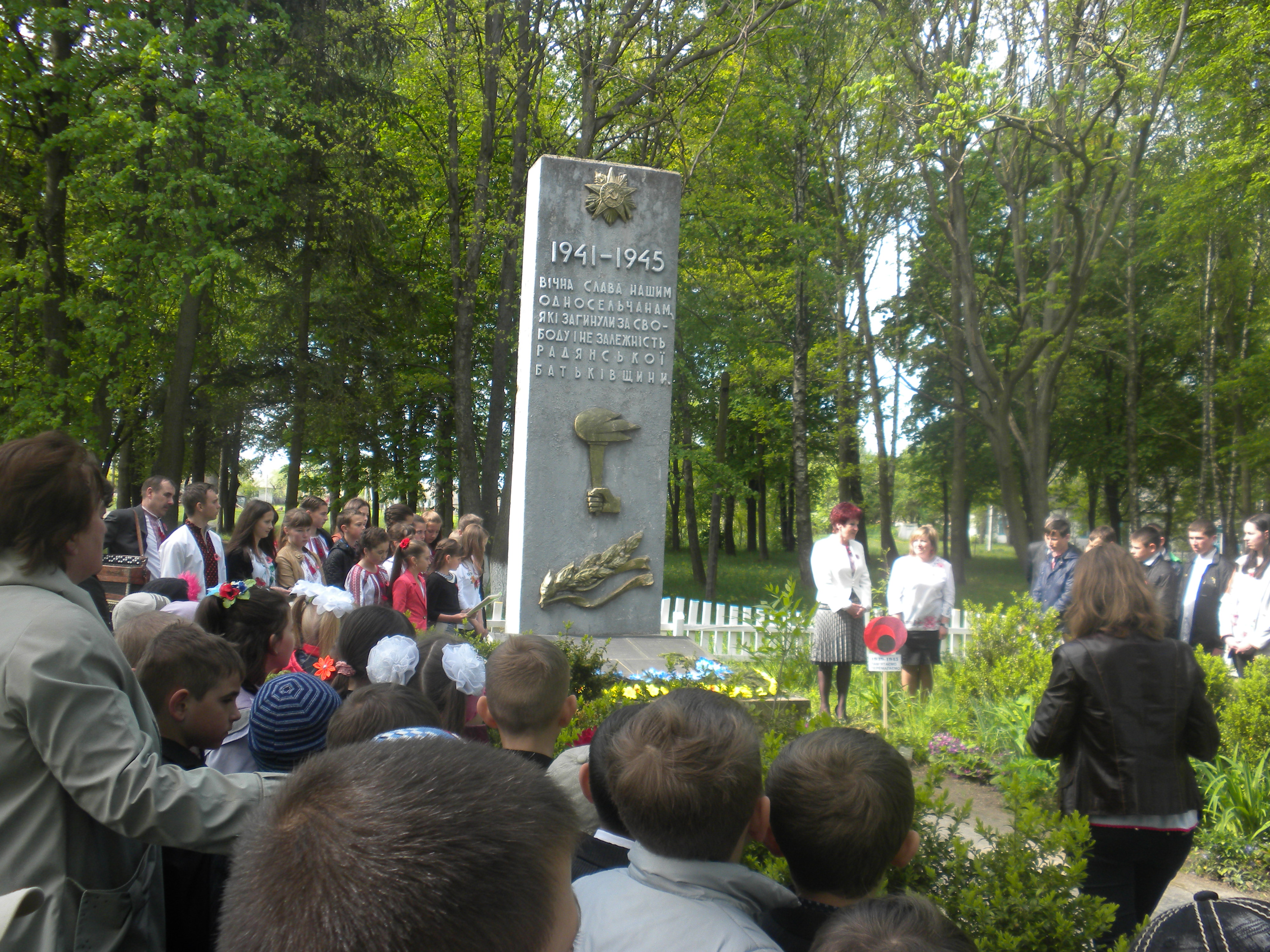
Обеліск

## Символіка

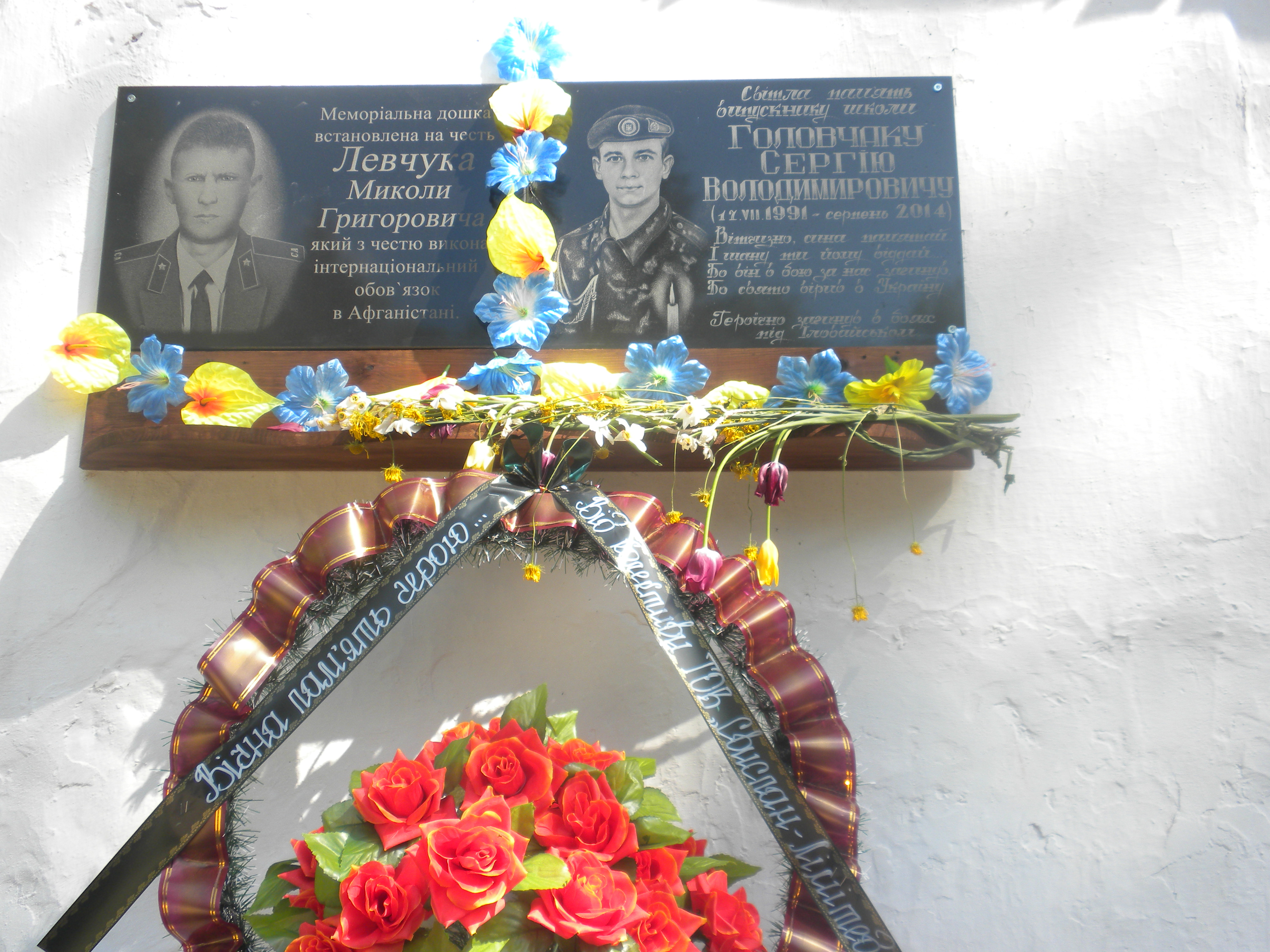
Меморіальні дошки в пам'ять загиблим патріотам

Герб: у зеленому полі по виділеній зубчастій основі пливе срібний лебідь з піднятими крильми. Прапор: квадратне полотнище, що складається%96сків.J з двох горизонтальнх смуг-верхньої зеленої та нижньої синьої(співвідношення їх ширин рівне 3:2), по середині зеленого поля пливе білий лебідь з піднятими крильми. Лебідь є втіленням вірності і віри в майбутнє, синій колір характеризує багаті водні ресурси а зелений-щедрі ліси. Символи затверджено рішенням сесії сільської Ради № 146 від 27 липня 2004 р. Автори проектів: Ю.Терлецький, М.Омельчук і М.Стасюк.
.1.Пісківська сільська Рада
2.Пісків